# Простагландини
Простагланди́ни — похідні ненасичених жирних кислот, група фізіологічно активних речовин, що виробляються в дуже малих кількостях клітинами різних тканин більшості тварин і людини. Мають різну фізіологічну дію: викликають скорочення гладкої мускулатури (особливо м'язів матки), впливають на кров'яний тиск, залози внутрішньої секреції, водно-сольовий обмін та ін. Застосовуються для полегшення пологів, штучного переривання вагітності й ін.
Вперше простагландини виділені Ульфом Ейлером у 1936 з витяжки передміхурової залози (лат. glandula prostatica — звідси й назва). В 1960 одержані в кристалічному стані. У 1971 році Джон Вейн виявив, що аспірин є інгібітором синтезу простагландинів. За дослідження простагландинів він і шведські біохіміки Суне Бергстрем і Бенгт Самуельсон отримали в 1982 Нобелівську премію з фізіології і медицини.
За хімічною природою простагландини — циклічні ненасичені жирні оксикислоти. Відомо понад 20 природних простагландинів, які за хімічною структурою поділяють на 4 головні групи: Е, А, В і F. Найактивніші простагландини груп Е і F. Попередниками простагландинів є ненасичені жирні кислоти: арахідонова, ліноленова та інші, в яких міститься по 20 атомів вуглецю. Простагландини, на відміну від гормонів, швидко руйнуються (особливо в легенях, нирках та печінці). Найбагатшим джерелом простагландини є сім'яна рідина людини (100—300 мкг/мл).
Залежно від будови циклу, відомі типи простагландинів: A—K (α в підрядковому індексі Fα вказує на цис-конфігурацію 9-ОН групи щодо зв'язку 7-8). Кількість подвійних зв‘язків у бічних ланцюгах позначають цифровим субіндексом. Кристалічні або в‘язкі речовини. Містяться в тканинах організмів, особливо багато в спермі. Використовуються як лікувальні засоби, зокрема як стимулятори пологів. Регулятори обміну речовин в клітинах.
Взаємодіють з простагландиновими рецепторами PTGER1, PTGER2, PTGER3, PTGER4.